# Neviano de' Rossi
Neviano de' Rossi è una frazione del comune di Fornovo di Taro, in provincia di Parma.
La località dista 5,36 km dal capoluogo.

## Geografia fisica
Neviano de' Rossi sorge a 401 m s.l.m., in posizione panoramica sul crinale che separa la valle del rio di Gambiolo, affluente destro del torrente Sporzana, da quella del torrente Scodogna, che nasce sul vicino monte della Croce; la frazione è situata inoltre a breve distanza dalla val Baganza. Ai piedi del centro abitato si trova il piccolo borgo di Vallezza, noto per la presenza dell'ex miniera petrolifera.

## Origini del nome
La località, nota in epoca medievale come Nivianus Draconorum in quanto feudo della famiglia Draghi, assunse l'attuale denominazione in seguito alla sua conquista da parte dei Rossi.

## Storia
Nel XIII secolo il borgo, il castello e la cappella, seppur dipendenti dalla pieve di San Vitale Baganza, appartenevano alla famiglia Draghi.
In epoca imprecisata subentrarono i Rossi; nel 1409 Ottobuono de' Terzi pose sotto assedio il maniero, costringendo, in cambio della pace, i fratelli Pietro e Giacomo de' Rossi a vendere a lui il castello di Carona, a suo fratello Giovanni i castelli di Tiorre e Castrignano e al terzo fratello Giacomo i castelli di Basilicanova e Mamiano.
Nel 1464 Pier Maria II de' Rossi destinò nel testamento al figlio Guido Neviano de' Rossi, unitamente a numerosi altri feudi del Parmense. Tuttavia, probabilmente in occasione della morte del condottiero durante la guerra dei Rossi, il castello di Selva Smeralda fu acquisito dal colonnello Lorenzo Smeraldi di Parma.

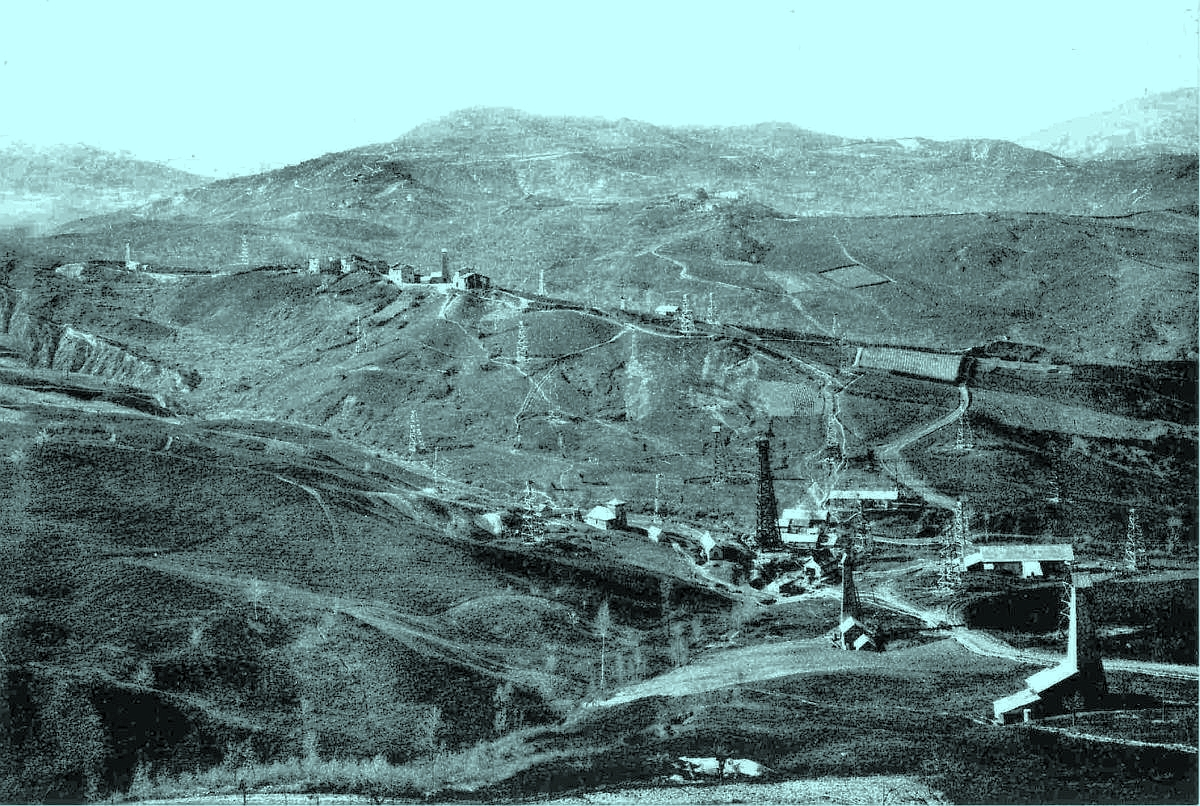
I pozzi petroliferi di Vallezza verso il 1930

Nel 1552, durante la guerra di Parma, Selva Smeralda e Neviano furono saccheggiati dalle truppe imperiali guidate da Ferrante I Gonzaga, che catturarono Giovanni Smeraldi, alleato dei Farnese, e lo rinchiusero nel castello di Tizzano Val Parma; Giovanni riuscì a fuggire ma fu nuovamente arrestato e giustiziato.
Nel 1631 Neviano de' Rossi fu assegnata con il feudo di Monte Palero dapprima al marchese Marcello Prati e successivamente ai conti Bondani, che ne mantennero i diritti fino alla loro abolizione sancita da Napoleone per il ducato di Parma e Piacenza nel 1805.
Nel 1868 a Vallezza iniziarono le perforazioni dei primi pozzi moderni per l'estrazione dell'"oro di Neviano", che si affiancarono a quelli tradizionali già esistenti utilizzati da secoli dagli abitanti della zona; dopo le prime ricerche infruttuose compiute da varie compagnie, a partire dal 1905 la Società Petrolifera Italiana trivellò con successo numerosi pozzi in tutta l'area compresa tra Neviano e Selva Smeralda, che divenne un'importante fonte di approvvigionamento energetico per l'Italia soprattutto dopo il 1930. Durante la seconda guerra mondiale il sito fu bombardato 22 volte e raso al suolo, ma fu ricostruito nell'immediato dopoguerra, nonostante alcuni pozzi risultassero già esauriti; il declino iniziò nel 1965 e nel 1994 l'Agip dichiarò ufficialmente esaurito il giacimento.

## Monumenti e luoghi d'interesse

### Chiesa della Purificazione di Maria Vergine

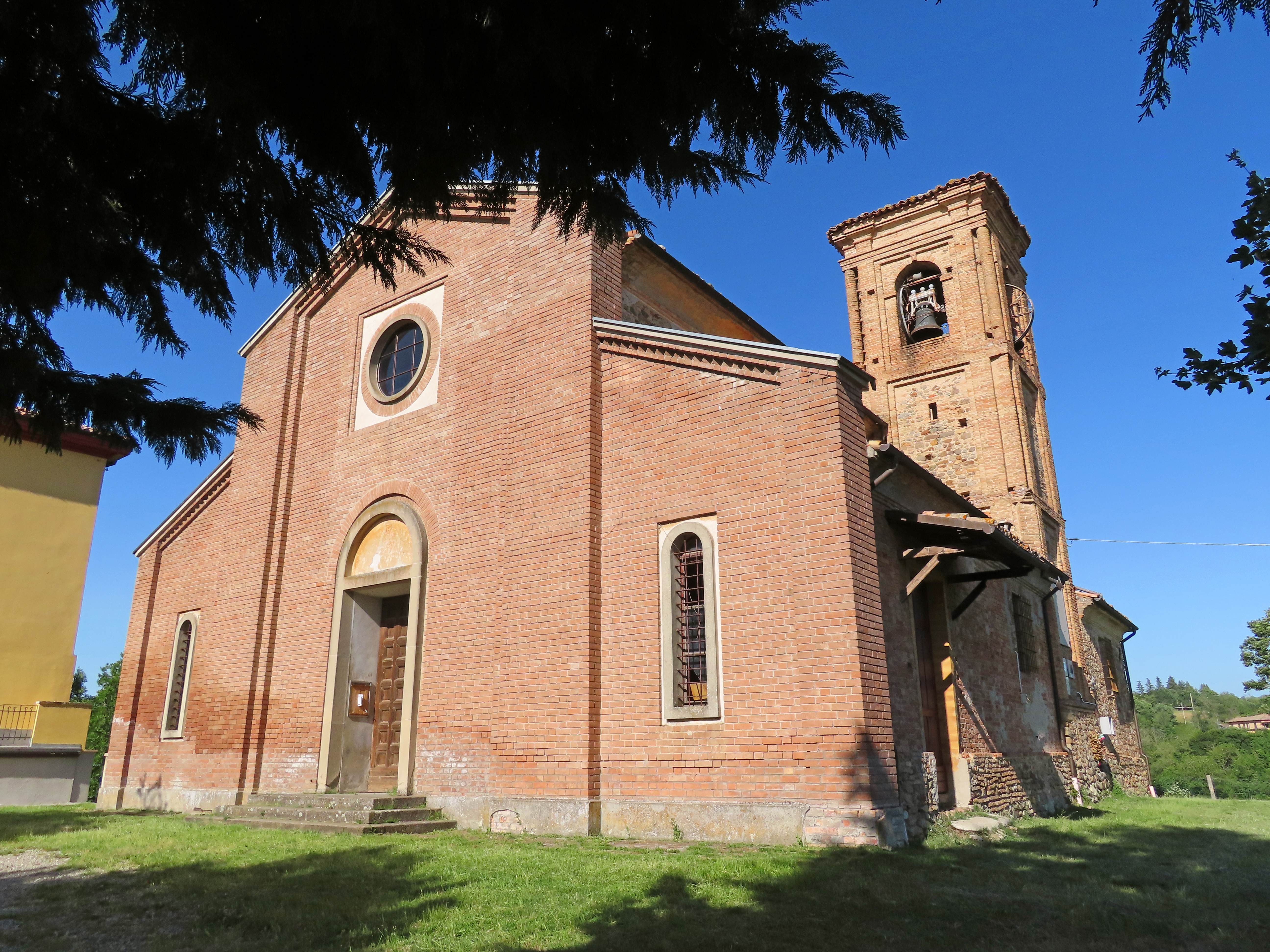
Chiesa della Purificazione di Maria Vergine

Menzionata per la prima volta nel 1230, la chiesa originaria, collocata all'interno del castello di Neviano, fu ricostruita agli inizi del XVIII secolo; riedificata in forme neoclassiche nel 1827 nell'odierna posizione, fu arricchita nel 1960 di una nuova facciata neoromanica; il luogo di culto, dotato di due cappelle laterali, conserva una pala d'altare attribuita al pittore Francesco Scaramuzza.

### Castello
Confuso fino al 1964 con il fortilizio di Niviano di Rosi raffigurato nell'affresco di Benedetto Bembo nella Camera d'Oro del castello di Torrechiara, il castello che sorgeva a Neviano era in realtà più probabilmente una casaforte con funzioni difensive, nata quale avamposto del castello di Selva Smeralda; tuttavia, tale interpretazione, ritenuta per lungo tempo unanimemente certa, dal 2013 è messa in dubbio dall'archeologa Silvia Cerocchi, che, in base ad alcuni rilievi, ritiene più probabile che il castello di Niviano di Rosi si trovasse nel centro della frazione stessa, ove sono ancora visibili due porzioni di mura risalenti al XV secolo.

### Castello di Selva Smeralda

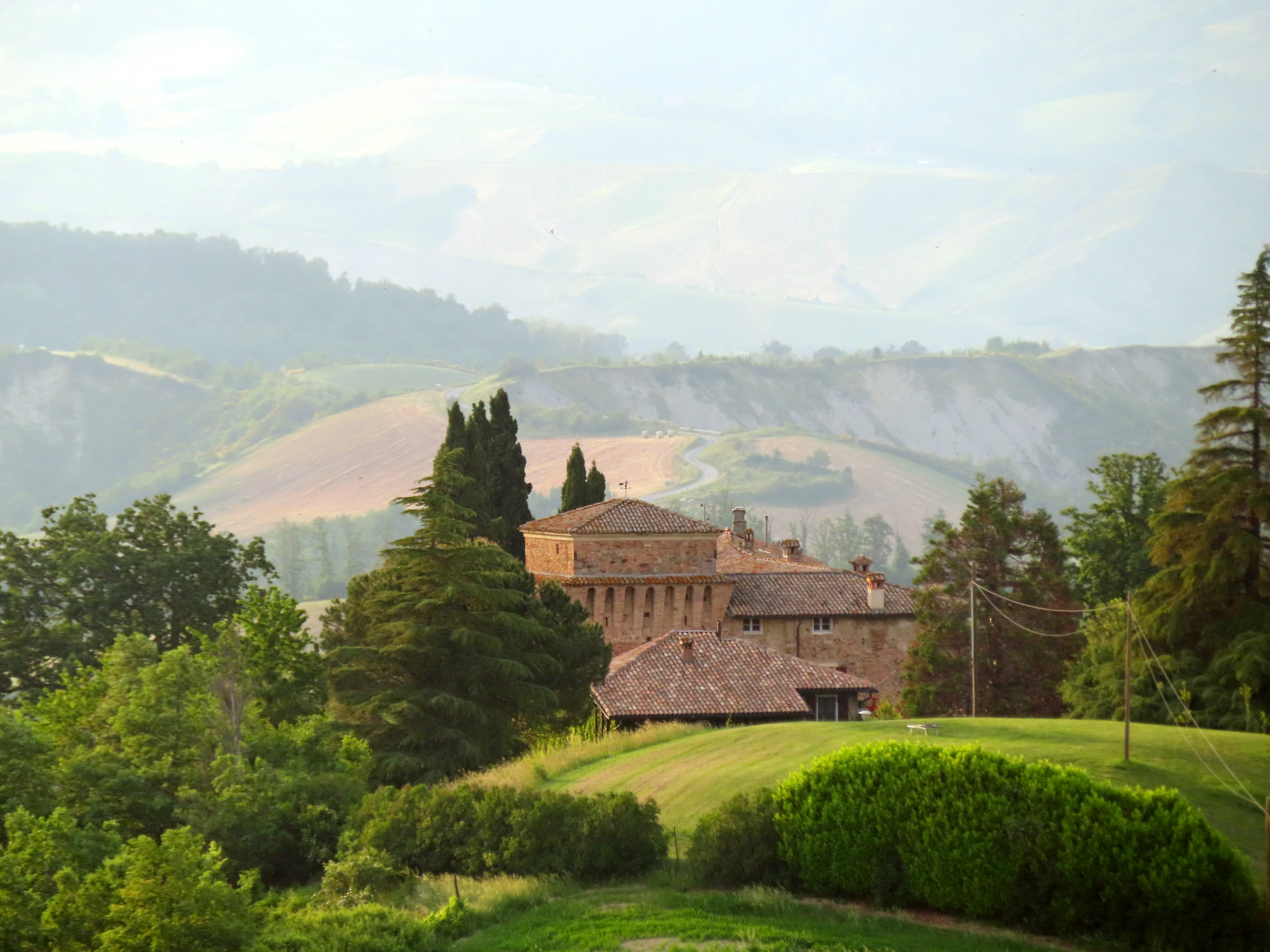
Castello di Selva Smeralda

Identificato nel 1964 dallo storico Giovanni Gonizzi nel fortilizio di Niviano di Rosi raffigurato nell'affresco della Camera d'Oro del castello di Torrechiara, il castello di Selva Smeralda apparteneva nel XIII secolo alla famiglia Draghi; conquistato in epoca imprecisata dai Rossi, che lo mantennero quasi ininterrottamente fino alla fine del XV secolo, fu in seguito acquisito dal colonnello Lorenzo Smeraldi di Parma; saccheggiato nel 1552 durante la guerra di Parma, il maniero, abbandonato dalla casata, rimase comunque in possesso ai conti Smeraldi Tarasconi fino al 1805; acquistato successivamente dalla famiglia Folli e poi dagli ungheresi Orbàn, fu completamente restaurato e trasformato in agriturismo; oggi dell'antica costruzione si conservano quasi intatti il mastio e alcuni edifici in pietra adiacenti.

### Miniera petrolifera di Vallezza
Dichiarato esaurito nel 1994, il campo petrolifero di Vallezza fu quasi completamente abbandonato dall'Agip; in seguito alla stipula nel 2011 di una convenzione tra il dipartimento di ingegneria civile, dell'ambiente e del territorio e architettura (DICATeA) dell'Università degli Studi di Parma, il Comune di Fornovo di Taro e la società Gas Plus Italiana, proprietaria dell'area petrolifera dal 2005, fu realizzato il sito internet del museo virtuale e furono redatti lo studio di fattibilità e il progetto pilota del museo parco, esteso all'intera vallata.